# Szovjet holdprogram
Az amerikai Apollo-programmal egyidőben zajlott a Szovjetunió holdprogramja, amelynek keretében ugyancsak űrhajósok repültek volna a Holdra. A program titokban zajlott, sikertelensége miatt a Szovjetunió sohasem ismerte be, hogy  megpróbált volna embert küldeni a Holdra.
Az indításokhoz tervezett N1 hordozórakétát nem sikerült tökéletesre fejleszteni, így ezek nem repülhettek űrhajósokkal. A szovjet holdprogram az 1960-as években kezdődött és 1974-ben fejeződött be, miután az amerikaiak megnyerték a holdversenyt. Ezután a Szovjetunió tovább folytatta űrállomás-programját (Szaljut-program, Mir-program) és inkább a hosszú távú űrrepülésekre koncentrált.
Charles Simonyi közlése szerint: "A Szojuz képes megközelíteni a Holdat, hiszen eredetileg erre tervezték. Így elképzelhetőnek tartom, hogy űrturisták a közeljövőben eljuthatnak égi kísérőnk közelébe"

## Képgaléria

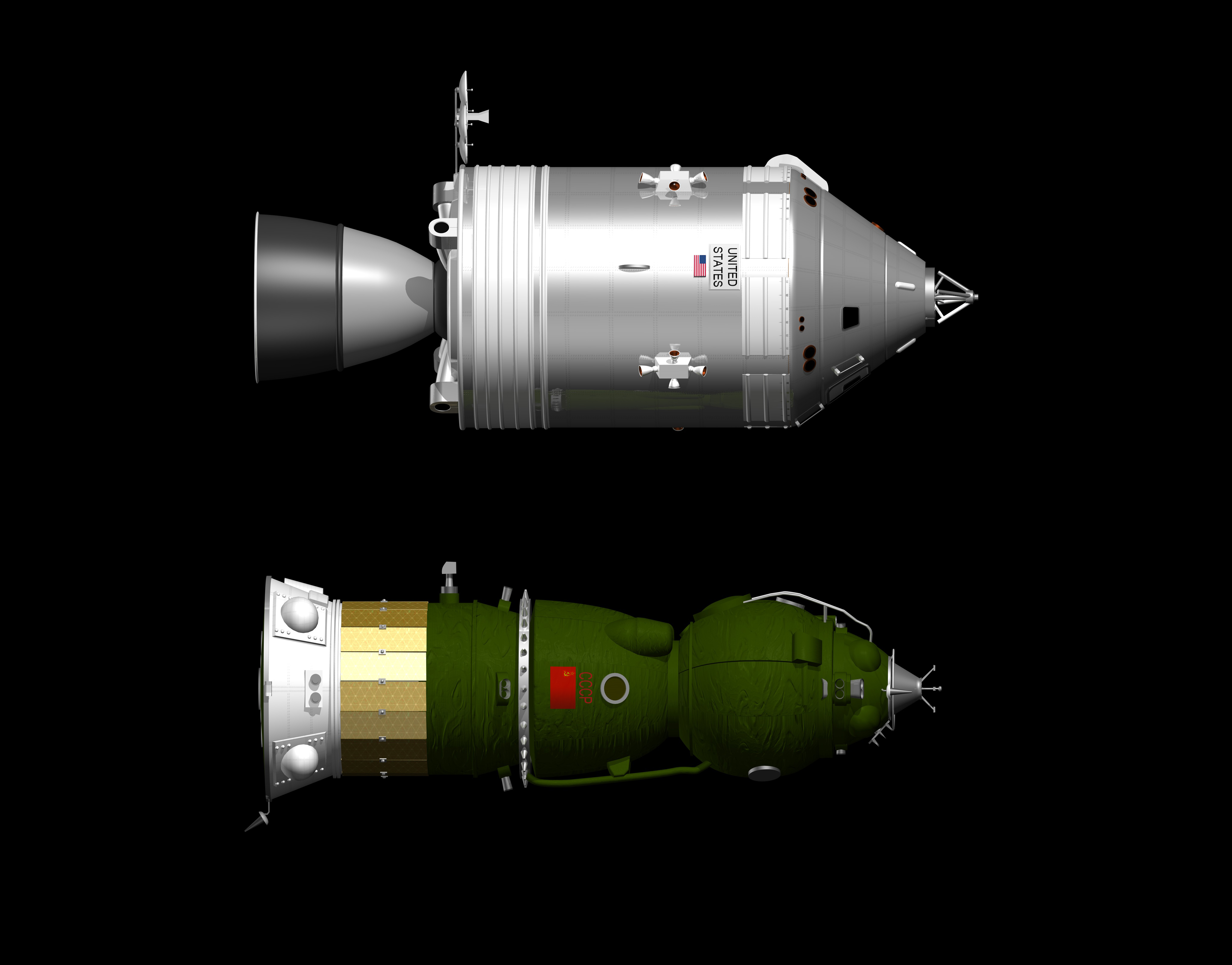
Az amerikai és a szovjet holdűrhajó méret-összehasonlítása
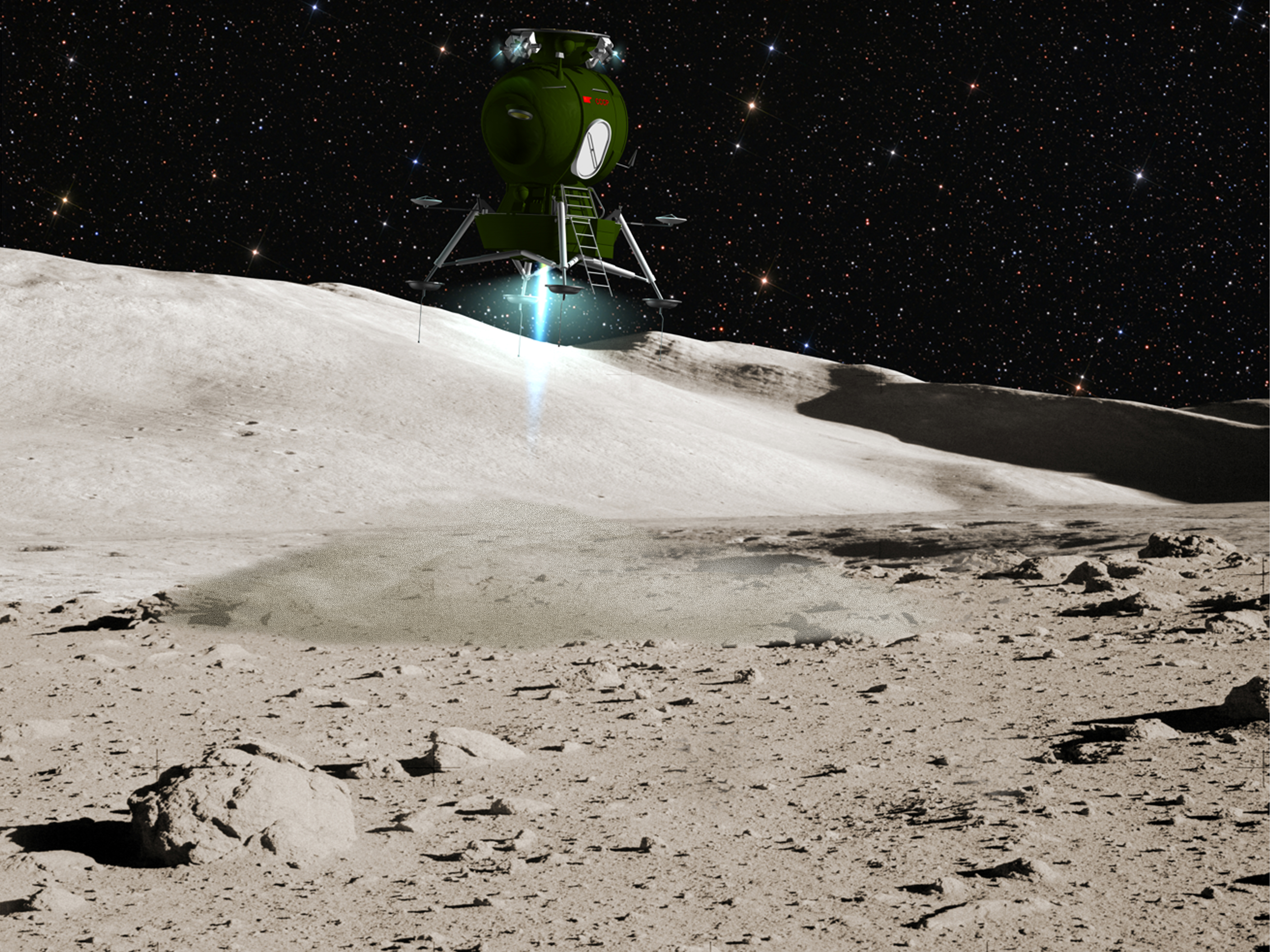
Az LK holdkomp leszállása
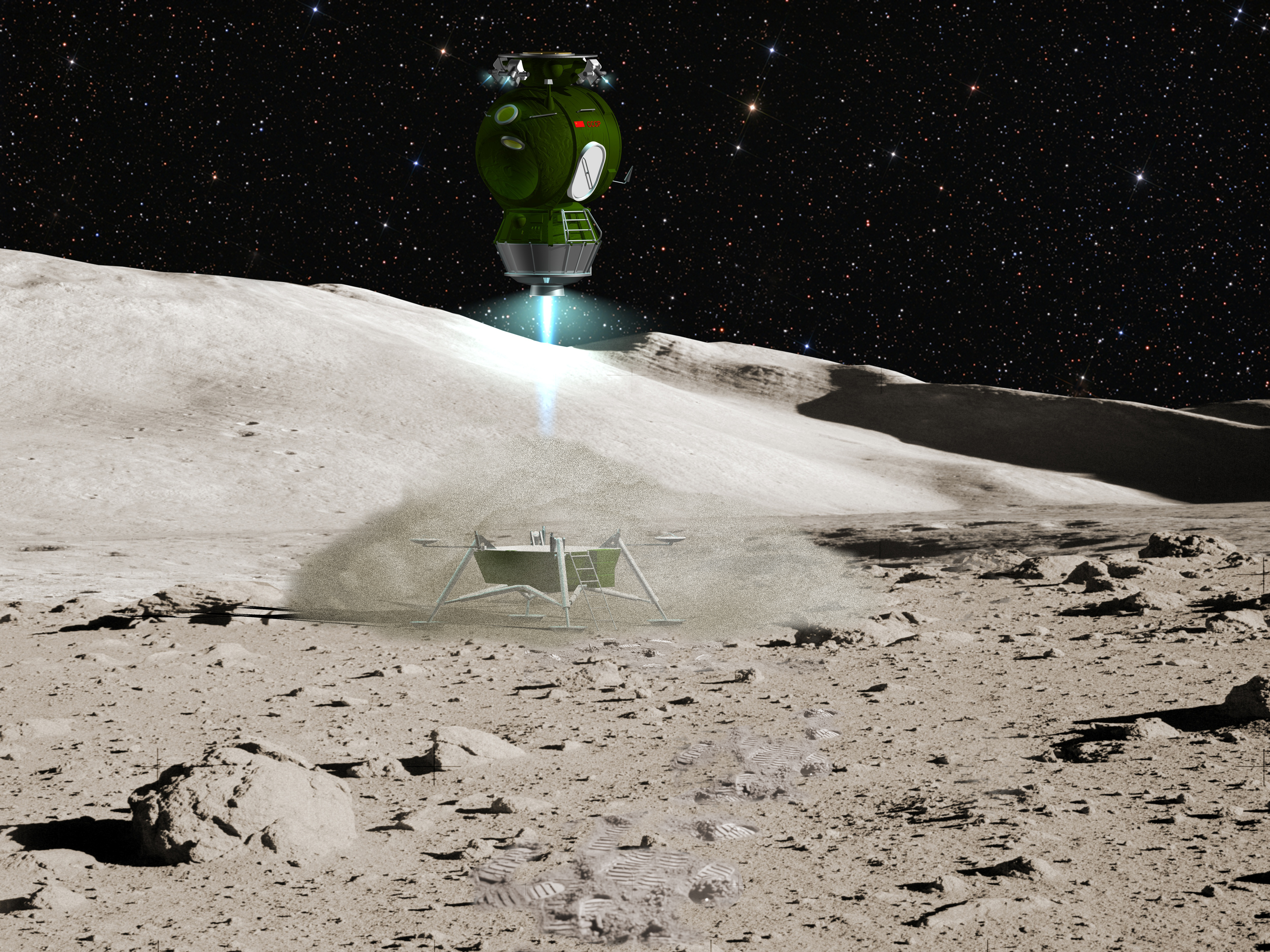
A szovjet LK leszállóegység fiktív újraindítása
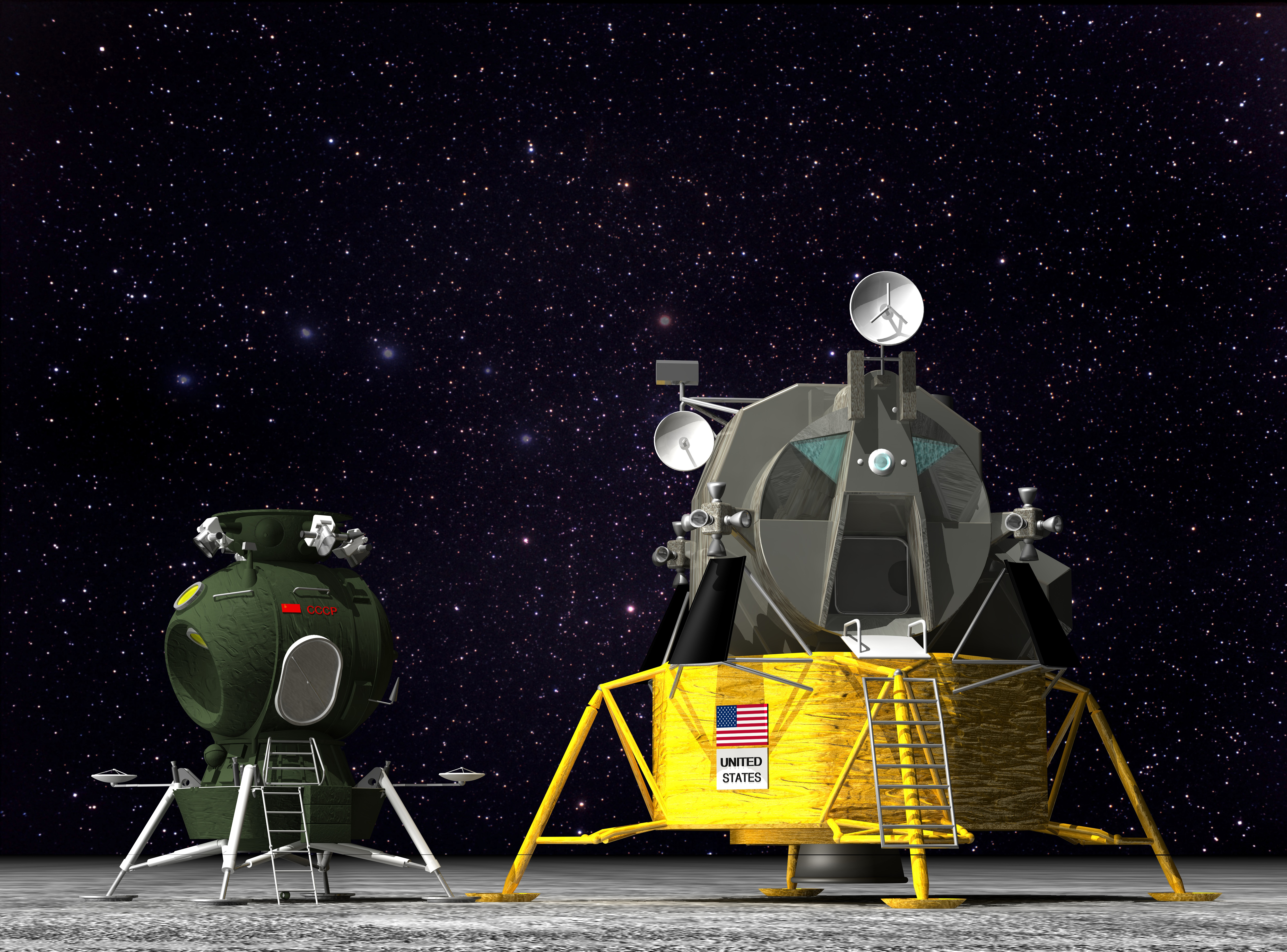
A szovjet és az amerikai leszállógép méreteinek összehasonlítása

## Külső hivatkozások
- A szovjet emberes holdprogram
- Spiegel Online: Wie das Mondprogramm der Sowjets scheiterte
- espacial.org: El Complejo Espacial Lunar N1-L3: aspectos generales Archiválva 2007. július 5-i dátummal a Wayback Machine-ben

## Lásd még
- Szojuz-program
- Szergej Pavlovics Koroljov
- LK holdkomp